# Naziha Réjiba
Naziha Réjiba (arabe : نزيهة رجيبة) est une journaliste tunisienne et défenseure des droits humains.

## Biographie
Connue sous le pseudonyme Oum Zied (أم زياد), elle est la cofondatrice en 2000 du magazine Kalima aux côtés de Sihem Bensedrine. Sous la présidence de Zine el-Abidine Ben Ali, elle déclare vivre sous surveillance policière constante et être l'objet d'attaques régulières.
En 2001, elle fait partie des fondateurs du Congrès pour la République, aux côtés de Moncef Marzouki, dont elle devient numéro deux en tant que secrétaire générale ; elle en démissionne en 2012.
En 2009, Réjiba reçoit le prix international de la liberté de la presse remis par le Comité pour la protection des journalistes.
Elle est mariée à l'homme politique Mokhtar Jallali, ministre des gouvernements Ghannouchi II et Caïd Essebsi.